# استسلام غير مشروط

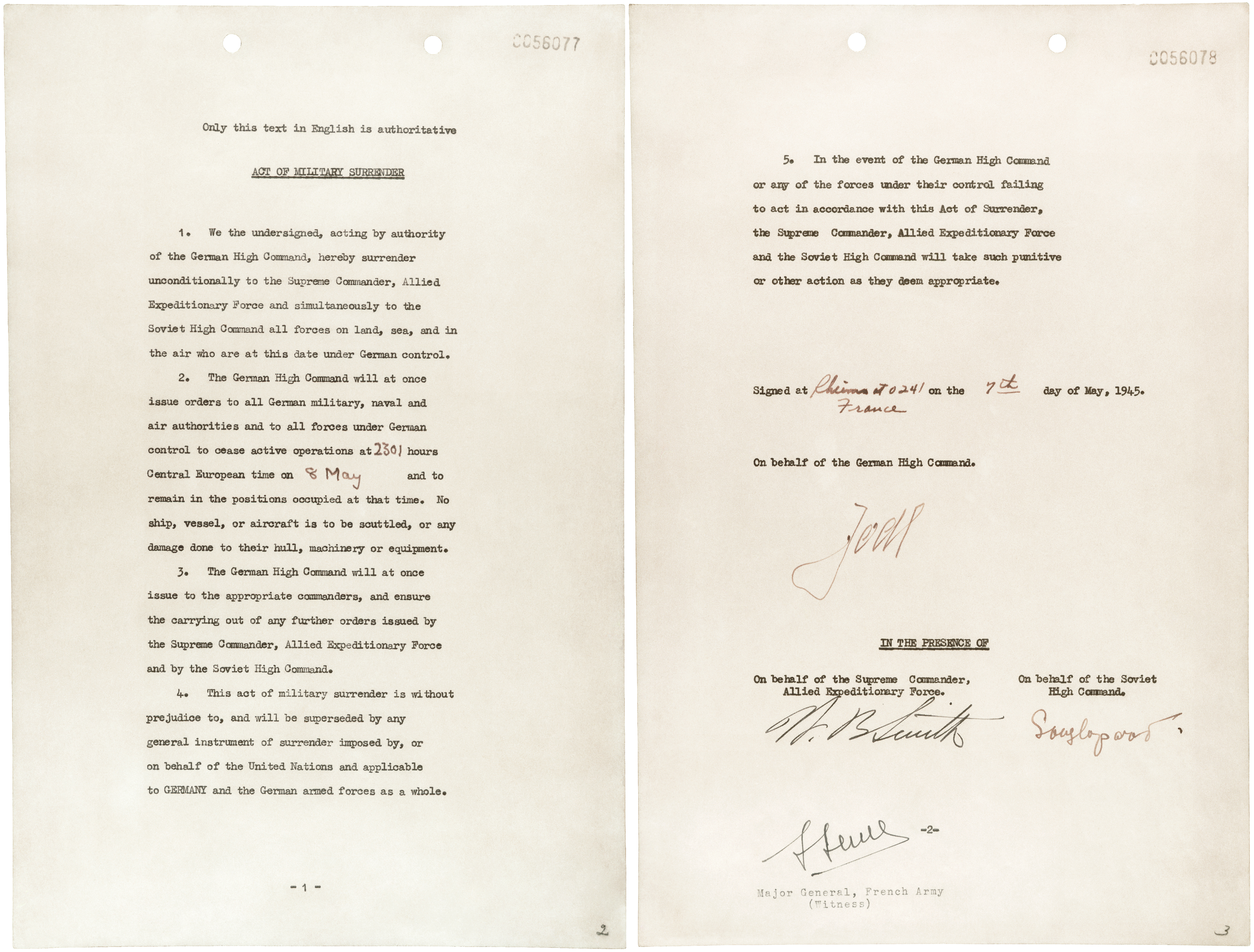

الاستسلام غير المشروط هو عملية استسلام تمنع المستسلم من وضع أيّة شروط مقابل استسلامه كما لا تشترط على المُستسلم إليه منحه أية ضمانات، وإن اشتمل الاستسلام غير المشروط بعض الضمانات للمُستسلم في نصوص القانون الدولي الحديث، والمعروف أن الاستسلام غير المشروط دائما ما يضعف من همم الجانب المُستسلم والذي غالبا ما يقبل بالاستسلام بهذه الصورة بعد ضعف أو ربما استحالة قدرته على الانتصار في الحرب أو صد عدوان ما، ولعل أشهر الأمثلة على الاستسلام غير المشروط هو استسلام دول المحور (وتحديدا ألمانيا واليابان) خلال الحرب العالمية الثانية.

## وصلات خارجية
- وثائق استسلام ألمانيا في الحرب العالمية الثانية (الوثائق التاريخية للولايات المتحدة)